# جنون سرعت: مخاطره بزرگ
جنون سرعت: مخاطره بزرگ (به انگلیسی: Need for Speed: High Stakes) یک بازی ویدئویی به سبک مسابقه‌ای از مجموعه بازی‌های جنون سرعت است، که توسط ای‌ای کانادا ساخته شده و در مارس ۱۹۹۹ توسط شرکت الکترونیک آرتس برای کنسول پلی‌استیشن منتشر شد. نسخه‌ای از این بازی نیز پس از چند ماه برای مایکروسافت ویندوز در دسترس قرار گرفت.